# 太子町立図書館
太子町立図書館（たいしちょうりつとしょかん）は、日本の兵庫県揖保郡太子町が町内に設置している公立図書館である。

## 概要
1981年（昭和56年）4月8日の太子町議会において、町長・中村元治は施政方針演説にて「かねてから計画いたしておりました文化会館、図書館につきましては、国庫補助等の関係から、本年におきましては、それぞれ用地購入費と一部設計管理委託料を計上し、今後国庫補助対象事業として全力を挙げて国、県に要望し本年度あるいは次年度に本体工事の着工ができるように、その準備を進めてまいりたいと考えております」と述べ、図書館建設を具体的に進めることを明言した。中村は同年7月に退任するが後任の町長・陸井美幸も1982年（昭和57年）3月10日の太子町議会において「住民誰もが生涯を通じて学べる場、機会の要請にお応えするため、東芝寮跡地に図書館の新設工事並びに公民館整備工事を総事業費二億九二三二万二千円を投入し、実現いたす予定でございます」と述べ、これを引き継ぐことを明言した。図書館の新築工事は町の中心部に当たる鵤で同年8月に着手され、年度末に完成した。
1983年（昭和58年）5月9日開館。兵庫県の郡部で開館した公立図書館としては早く昭和末期から図書館単体の建造物を有しており、蔵書数も約17万冊と町村立図書館としては比較的多い。近隣にはあすかホールや太子町立歴史資料館などの文教施設が立ち並ぶ。
1984年（昭和59年）11月より移動図書館サービスを実施しており、毎週木曜日に町内12か所のスポットを3週に分けて巡回する。

### 広域貸し出し
太子町立図書館では播磨圏域連携中枢都市圏で締結された協定により、以下の市町が設置する公立図書館・室と相互に広域貸し出しを実施している。
- 相生市、赤穂市、加古川市、加西市、宍粟市、高砂市、たつの市、姫路市、赤穂郡上郡町、加古郡稲美町・播磨町、神崎郡市川町・神河町・福崎町、佐用郡佐用町

この他、兵庫県立図書館の蔵書もインターネットで予約してカウンターで受け取りが可能である（県立図書館の利用券は別途必要）。

## 交通アクセス
鉄道での最寄駅はJR神戸線 網干駅であるが、徒歩では約40分かかる。

### バス路線
神姫バス
「あすかホール前」停留所（2022年4月新設）
- 38・39系統
  - 姫路駅（北口）行 / 龍野行

ウイング神姫
「鵤」停留所（西へ約300メートル）
- 50・55系統
  - 網干駅・山陽網干駅・ダイセル行 / 龍野・山崎行

### 自動車
- 太子竜野バイパス太子東ランプより、国道179号を西に約10分
- 太子竜野バイパス太子北ランプより、国道179号を南に約5分

## 周辺
- あすかホール
- 太子町立歴史資料館
- 斑鳩寺